# Concerto grosso no 1 de Bloch
Pour les articles homonymes, voir Concerto grosso (homonymie).
Le Concerto grosso no 1 est un concerto grosso pour cordes et piano obligato d'Ernest Bloch. Il a été composé en 1925 à Santa Fé (Cleveland) pour les étudiants de l'Institut musical de Cleveland qui en ont reçu la dédicace.

## Historique
Il est tiré pour le troisième mouvement de la Suite de Danses Suisses de 1899. Son titre original était : « Suite pour orchestre à cordes ». Il a été créé le 29 mai 1925 à Hôtel Statler par l'Orchestre de l'Institut de Musique de Cleveland sous la direction du compositeur avec Walter Scott au piano. Par ailleurs, il a été créé à Genève le 3 février 1926 par l'Orchestre de la Suisse romande dirigé par Ernest Ansermet et Edith Hentsch-Humbert au piano. La création française a eu lieu le 12 juin 1926 à Opéra Garnier par l'Orchestre de l'Opéra de Paris dirigé par Serge Koussevitzky. La création en Israël s'est faite en novembre 1942 à Tel-Aviv, avec l'Orchestre Symphonique de Palestine dirigé par Michaël Taube.
Les esquisses de la partition sont conservées à la Bibliothèque du Congrès à Washington et à l'Université de Californie à Berkeley.
Charles Howard Marsh a arrangé Dirge le second mouvement pour orgue en 1950.

## Analyse de l'œuvre
Le Concerto grosso comporte quatre mouvements:
1. Prélude - Allegro energico e pesante
  1. Succession d'accords et de phrases mélodiques en mode dorien par degrés conjoints, majoritairement en une succession alternée d'une mesure à 2/4 suivie d'une autre mesure à 4/4. On rencontre d'importantes divisions dans le pupitre des violoncelles (jusqu'à quatre voix pour ce seul pupitre) qui atteignent des notes très aiguës (jusqu'au ré placé sur la 3e ligne supplémentaire supérieure, en clé d'Ut 4).
2. Dirge « chant funèbre » - Andante moderato
3. Pastorale and rustic dance - Assai lento
4. Fugue - Allegro

- Durée d'exécution: vingt minutes

## Source
- André Lischké et François-René Tranchefort dir., guide de la musique classique éd.Fayard 1986 p.110